# Parakeelya pickeringii
Parakeelya pickeringii är en källörtsväxtart som först beskrevs av Asa Gray, och fick sitt nu gällande namn av M.A. Hershkovitz. Parakeelya pickeringii ingår i släktet Parakeelya och familjen källörtsväxter. Inga underarter finns listade i Catalogue of Life.